# Gardner (Massachusetts)
Pour les articles homonymes, voir Gardner.
Gardner est une ville du comté de Worcester (Massachusetts), aux États-Unis. On y compte 20 228 habitants d'après le recensement des États-Unis de 2010.

## Histoire
La ville est nommée en l'honneur de Thomas Gardner (en). Les premiers colons s'installent en 1764 et la localité est officiellement incorporée en 1785.

## Démographie
| Groupe            | Gardner | Massachusetts | États-Unis |
| ----------------- | ------- | ------------- | ---------- |
| Blancs            | 91,4    | 80,4          | 72,4       |
| Afro-Américains   | 2,8     | 6,6           | 12,6       |
| Métis             | 2,2     | 2,6           | 2,9        |
| Autres            | 1,7     | 4,7           | 6,4        |
| Asiatiques        | 1,4     | 5,3           | 4,8        |
| Amérindiens       | 0,3     | 0,3           | 0,9        |
| Total             | 100     | 100           | 100        |
|                   |         |               |            |
| Latino-Américains | 7,1     | 9,6           | 16,7       |

Selon l'American Community Survey, pour la période 2011-2015, 89,51 % de la population âgée de plus de 5 ans déclare parler anglais à la maison, alors que 5,61 % déclare parler l'espagnol, 2,79 % le français et 2,09 % une autre langue.